# Österåker község
Österåker község (svédül: Österåkers kommun) Svédország 290 községének egyike. Stockholm megyében található, székhelye Åkersberga.

## Települések
A község települései:
| Település     | Népesség | Megjegyzés         |
| ------------- | -------- | ------------------ |
| Bammarboda    | 249      |                    |
| Hagbyhöjden   | 479      |                    |
| Norrö         | 305      |                    |
| Rydbo         | 582      |                    |
| Skärgårdsstad | 1924     |                    |
| Solberga      | 409      |                    |
| Stava         | 305      |                    |
| Svinninge     | 1636     |                    |
| Täljö         | 387      |                    |
| Åkersberga    | 28033    | a község székhelye |

## Népesség
| Lakosok száma | 40 866 | 44 130 | 44 831 | 45 574 | 46 644 | 48 234 | 49 138 | 49 282 | 49 787 | 49 709 |
|               | 2014   | 2017   | 2018   | 2019   | 2020   | 2021   | 2022   | 2023   | 2024   | 2025   |